# باشگاه فوتبال اتلتیکو توکومان
باشگاه فوتبال اتلتیکو توکومان (انگلیسی: Atlético Tucumán) یک باشگاه فوتبال در سانتیاگو دوتوکومان، استان توکومان، آرژانتین است.